# Маликов, Эдуард Степанович
Эдуа́рд Степа́нович Ма́ликов (16 февраля 1937, Москва — 17 июля 2016, там же) — советский и российский художник кино.

## Биография
Родился 16 февраля 1937 в Москве в семье педагогов Степана Тимофеевича Маликова и Ольги Дмитриевны. Сёстры: Валентина, Зоя, Наталья, Ольга.
 В 1955 году окончил школу № 471. С 1955 по 1959 год учился в Строгановском училище. По окончании поступил на киностудию «Мосфильм», которая стала его единственным местом работы. За свою карьеру от ассистента художника до художника комбинированных съёмок работал с Г. Александровым, А. Птушко, Г. Данелия, Ю. Озеровым, Э. Рязановым и другими режиссёрами.
Страсть к рисованию проявилась у Эдуарда Степановича в раннем детстве. По воспоминаниям его сестры Натальи Степановны, находясь в эвакуации он изрисовал все газеты и журналы, все чистые листы. В школе всегда привлекался к созданию стенгазет. Он не расставался с карандашом никогда. И рисовал на чём угодно при первой возможности.
Всё свободное от работы время, Эдуард Степанович уделял созданию картин. Он использовал самые разнообразные изобразительные средства и жанры. 
|  |  |  |

Серьёзные темы в его творчестве всегда находились бок о бок с комическим. Являясь человеком с тонкой душевной организацией, он не мог не реагировать на изменения социально-политической обстановки в стране. Как пример, его работы «Венера Милосская», «Свой путь России», «Вождь», «Дети» — все между 1990 и 2000 годами.
Среди его работ есть произведения выполненные: акварелью, гуашью, тушью, пастелью, карандашом и даже шариковой ручкой. Но самым его любимым средством всегда оставались масляные краски. С холстом и кистью он не расставался до самой последней минуты своей жизни.
Э. С. Маликов скончался 17 июля 2016 в Москве от инсульта в Городской клинической больнице № 15 имени О. М. Филатова, куда был доставлен с дачи. Похоронен на Щербинском южном кладбище (участок № 17).

## Фильмография
- 1960 — Русский сувенир
- 1961 — Алые паруса
- 1962 — Путь к причалу
- 1965—1967 — Война и мир
- 1967 — Весна на Одере
- 1969 — Посол Советского Союза
- 1969 — Красная палатка
- 1969 — Похищение
- 1970 — Море в огне
- 1971 — Агент № 1 (Польша)
- 1972 — Руслан и Людмила
- 1973 — Молчание доктора Ивенса
- 1974 — Соколово
- 1975 — Когда дрожит земля
- 1975 — Ярослав Домбровский
- 1977 — Мимино
- 1977 — Солдаты свободы
- 1977 — Хождение по мукам
- 1978 — Любовь моя, печаль моя
- 1979 — Экипаж
- 1982 — Предчувствие любви
- 1985 — Битва за Москву
- 1987 — Забытая мелодия для флейты
- 1989 — Сталинград
- 1989 — Созвездие Козлотура
- 1993 — Дети чугунных богов
- 1996 — Ермак

## Галерея

### Живопись
- Оркестр
- Буря
- Иисус
- Пейзаж фламандских художников
- Натюрморт с сиренью и котом
- Натюрморт с книгой
- Натюрморт с полевыми цветами и яблоками
- Женщина 4
- Аргентинская гитаристка Мария Луиза Анидо
- Натюрморт с цветами и инжиром
- Натюрморт с раком
- Натюрморт с букетом
- Натюрморт с дичью
- Храм в Москве
- Храм в Москве 2
- Букет цветов в прозрачной вазе
- Москва 2
- Букет роз
- Осень
- Храм
- Москва
- Дачный домик
- Ныряльщики